# Fordland
Fordland – miasto w Stanach Zjednoczonych, w stanie Missouri, w hrabstwie Webster.